# Meropathus randi
Meropathus randi är en skalbaggsart som beskrevs av René Gabriel Jeannel 1953. Meropathus randi ingår i släktet Meropathus och familjen vattenbrynsbaggar. Inga underarter finns listade i Catalogue of Life.